# Institut d’optique Graduate School
Institut d’optique Graduate School (Wyższa Szkoła Optyki) – francuska politechnika w Palaiseau, zaliczająca się do Grandes écoles.

## Sławni absolwenci
- Jerzy Nomarski, polski fizyk, optyk i konstruktor

## Znani profesorowie
- Alain Aspect, francuski fizyk
- Henri Chrétien, francuski astronom i wynalazca